# مقراب الثلاثين مترا
مرصد الثلاثون متر (بالإنجليزية: Thirty Meter Telescope)‏ هو واحد من أكثر المشاريع الفلكية طموحاً ضمن مجال التلسكوبات الأرضية، سيوضع تلسكوب TMT على ارتفاع 4267 متر في أعلى قمة ماونا كيا في هاواي وسينضم إلى تلسكوبيKeck كيك الموجودين في نفس المكان حيث تعتبر هذه البقعة من أنسب الأماكن الموجودة في العالم للرصد.
سيتم تشغيل تلسكوب TMT ضمن نطاق أطوال موجية تمتد من 0.3 إلى 28 ميكرون ما يسمح بالتقاطها لجزء من الأشعة فوق البنفسجية بالإضافة للأشعة المرئية و الأشعة تحت الحمراء متوسطة الطول، وسيستفيد التلسكوب من الظروف المناخية المستقرة في قمة ماونا كيا حيث درجات الحرارة الباردة ونسبة بخار الماء المنخفضة ما يساعد على عمله بشكل أفضل. من المتوقع أن يبدأ العمل في عام 2022.
لتلسكوب الثلاثون متر TMT مرآة بقطر 30 متر مكونة من 492 قطعة يتم التحكم بها للحفاظ على صورة بصرية شبه مثالية، ويشمل تصميم التلسكوب أيضا على تقنية البصريات المتكيفة ( AO ) وهي التقنية التي تسمح بتصحيح التشوهات والانحرافات الناتجة عن تأثيرات الغلاف الجوي على مسار الأمواج القادمة من الأهداف الفضائية، ما يساعد على إنتاج صور واضحة والتزود بدقة مكانية محدودة الانحراف منذ بدء التشغيل، أما منطقة التجميع ( collecting area ) وهي منطقة ضمن المرآة تعمل على تجميع أكبر قدر من الأشعة وتركزه داخل كاميرا ما يسمح برؤية الأجسام الخافتة، فهي أكبر بعشر مرات من منطقة التجميع في تلسكوب Keck المزدوج، و 144 مرة في تلسكوب هابل الفضائي.
وبسبب الانحرافات المحدودة للتلسكوب TMT فان حساسيته ستكون أكبر بمائة مرة من تلك الموجودة ضمن الجيل الحالي من التلسكوبات ذات المرايا 8- 10 متر، وستكون له دقة مكانية أفضل بعشر مرات من تلسكوب هابل.
سيتمكن تلسكوب TMT من معالجة أسئلة علمية تتعلق بالفيزياء الفلكية تشمل علم الكونيات والمجرات الأولى والثقوب السوداء ضمن مراحل باكرة من الكون، وسيعطي معلومات عن تشكل وتطور المجرات وعن الوسط المحيط بها وذلك لفترة تمتد حتى 95% من عمر الكون، وسيتم الكشف عن الكواكب حول النجوم القريبة ووصفها واكتشاف النظام الشمسي الخارجي، يعتبر معهد كاليفورنيا التكنولوجي ( Caltech ) واحد من الشركاء في تأسيس كلا من تلسكوب TMT وتلسكوبي كيك وذلك ضمن تعاون دولي مشترك، ولا زال فلكيو و مهندسو معهد كاليفورنيا التكنولوجي يلعبون دورهم في تصميم وبناء تلسكوب TMT وما يتعلق به من أنظمة البصريات المتكيفة AO والعديد من المعدات العلمية الأخرى.

## خلفية
في عام 2000، بدأ علماء الفلك الأخذ بعين الاعتبار قدرات التلسكوبات التي يبلغ قطر مراياها أكثر من 20 مترًا. أُخذت تقنيتان بعين الاعتبار: المرايا المُجزَّأة كتلك المُستخدمة في مرصد كيك، واستخدام مجموعة من المرايا بقطر ثمانية أمتار مُثبتة لتشكل وحدة مفردة. قدمت الأكاديمية الوطنية للعلوم في الولايات المتحدة اقتراحًا بأنّ التلسكوب ذا المرآة بقطر 30 متر يجب أن يكون محور اهتمامات علم الفلك في الولايات المتحدة، وأوصت بتشييده خلال العقد. بدأت جامعة كاليفورنيا جنبًا إلى جنب مع معهد كاليفورنيا للتقنية بتطوير تلسكوب ذي مرآة قطرها 30 متر في نفس العام. بدأ تطوير تلسكوب كاليفورنيا بالغ الكبر (سي إي إل تي)، جنبًا إلى جنب مع تلسكوب ماجلان العملاق، وتلسكوب المرايا المجزأة العملاق (جي إس إم تي)، والتلسكوب البصري الكبير جدًا (في إل أو تي). ستصبح هذه الدراسات في النهاية تلسكوب الثلاثين مترًا. ستكون منطقة التجميع (بالإنجليزية: Collecting area)‏ في تلسكوب الثلاثين مترًا أكبر بتسعة أضعاف من نظيرتها في تلسكوب كيك الأقدم، وذلك باستخدام أجزاء مرايا أصغر قليلًا في مجموعة أكبر بشكل ضخم. يوجد تلسكوب آخر ذو مرآة بقطر كبير قيد العمل عليه حاليًا، وهو التلسكوب فائق الكبر الأوروبي (إي-إي إل تي) الذي يُبنى حاليًا في شمال تشيلي.
صُمم التلسكوب من أجل الأرصاد ضمن مجال أطوال موجية تتراوح من الأشعة فوق البنفسجية القريبة إلى الأشعة تحت الحمراء المتوسطة (أطوال موجية من 0.31 إلى 28 ميكرومتر). بالإضافة إلى ذلك، سيساعد نظامه للبصريات المكيفة في تصحيح غشاوة (بهتان) الصورة التي يسببها الغلاف الجوي للأرض، ما يساعده في بلوغ قدرة مثل هذه المرآة الكبيرة. ما بين التلسكوبات فائقة الكبر الحالية والمُخطط لها، سيتمتع تلسكوب الثلاثين مترًا بالارتفاع الأعلى، وسيكون ثاني أكبر تلسكوب بمجرد بناء التلسكوب فائق الكبر. يستخدم كلا التلسكوبين أجزاء من مرايا صغيرة مُسدسة الشكل، طول كل ضلع من هذه الأشكال المُسدسة يبلغ 1.44 متر. يختلف هذا التصميم بشكل كبير عن المرايا الكبيرة للتلسكوب الثنائي الكبير (إل بي تي)، أو عن تلسكوب ماجلان العملاق (جي إم تي). يتمتع تلسكوب الثلاثين مترًا بدعم على مستوى حكومات الدول التالية: كندا، والصين، واليابان، والهند. تُساهم الولايات المتحدة أيضًا ببعض التمويل، لكن بشكل أقل من شراكة رسمية.

### المواقع المُقترحة
أكمل مشروع تلسكوب الثلاثين مترًا بالتعاون مع رابطة الجامعات لأبحاث علم الفلك تقييمًا لعدة سنوات لخمسة مواقع:
- مرصد روكي دي لوس موتشاتشوش في لابالما، جزر الكناري، إسبانيا.
- جبل سيرو أرمازونز، إقليم أنتوفاغاستا، جمهورية تشيلي.
- سيرو تولانشار، إقليم أنتوفاغاستا، جمهورية تشيلي.
- سيرو تولار، إقليم أنتوفاغاستا، جمهورية تشيلي.
- جبل مونا كيا، هاواي، الولايات المتحدة (اختير هذا الموقع، ومُنحت الموافقة في أبريل عام 2013.
- سلسلة جبال سان بيدرو مارتير، ولاية باها كاليفورنيا، المكسيك.
- هانلي، جامو وكشمير، الهند.[15]

قلّص مجلس إدارة الشركاء في المرصد القائمة إلى موقعين، واحد في كل نصف من الكرة الأرضية من أجل المزيد من الدراسة: وهما جبل سيرو أرمازونز في صحراء أتاكاما في تشيلي، وجبل مونا كيا في جزيرة هاواي. أعلن مجلس تلسكوب الثلاثين مترًا في 12 يوليو عام 2009 أنّ مونا كيا هو الموقع المفضل. استند القرار النهائي لاختيار موقع التلسكوب على مجموعة من المعايير العلمية والمالية والسياسية. إنّ تشيلي أيضًا هي المكان الذي يقوم فيه المرصد الأوروبي الجنوبي ببناء التلسكوب فائق الكبر الأوروبي. وفي حال كون كلا تلسكوبي الجيل القادم في نفس النصف من الكرة الأرضية، فسيكون هناك العديد من الأجسام الفلكية التي لن يستطيع أي واحد منهما رصدها. حصل التلسكوب على موافقة مجلس ولاية الأرض والموارد الطبيعية في أبريل عام 2013. كان هناك اعتراض على بناء التلسكوب يستند إلى التخريب المحتمل للبيئة الجبلية الهشة في مونا كيا بسبب المرور، والضجيج، وهذا ما يثير القلق بالنسبة لموطن العديد من الأنواع، ولأنّ مونا كيا موقع مقدس لثقافة هاواي الأصلية.